# Piercia subrufaria
Piercia subrufaria là một loài bướm đêm trong họ Geometridae.